# Чухверкент
Чухверкент (лезг. Чуьхвер, Чуьх) — село в Сулейман-Стальском районе Дагестана. Входит в состав сельского поселения сельсовет Новомакинский.

## География
Расположено в 21 км к северо-востоку от райцентра села Касумкент, на левом берегу реки Гюльгерычай, примыкает к восточной окраине села Новая Мака.

## История
Исторически село Чухверкент располагалось в горной части района, на реке Салманкам, в 2,3 км (по прямой) к юго-западу от села Качалкент.
До вхождения Дагестана в состав Российской империи селение входило в состав Кутуркюринского магала Кюринского ханства. После присоединения ханства к Российской империи числилось в Кеанском сельском обществе Кутур-Кюринского наибства Кюринского округа Дагестанской области. В 1895 году селение состояло из 59 хозяйств[страница не указана 704 дня]. По данным на 1926 год село состояло из 54 хозяйств. В административном отношении входило в состав Хутаргского сельсовета Касумкентского района. В советские годы действовал колхоз имени Сальмана.
В 1966 году село было сильно разрушено землетрясением. Жителей населённого пункта, было решено переселить на земли совхоза имени Герейханова, где было образовано село Новая Мака. Но через несколько лет, часть села была выделена в самостоятельный населённый пункт село Чухверкент.

## Население
| 1895 | 1926 | 1939 | 1970 | 1989 | 2002 | 2010 |
| ---- | ---- | ---- | ---- | ---- | ---- | ---- |
| 330  | ↘253 | ↘238 | ↗298 | ↗465 | ↗894 | ↗898 |
| 2021 |      |      |      |      |      |      |
| ↗928 |      |      |      |      |      |      |